# SMS Viribus Unitis
SMS Viribus Unitis byl dreadnought námořnictva Rakouska-Uherska třídy Tegetthoff. Během první světové války byla vlajkovou lodí rakousko-uherské flotily. Postavena byla za velkého přispění českých firem Škoda (dodavatel výzbroje), Vítkovice (pancéřování) a Kolben (elektromotory, dynama, světlomety atd.). Jméno lodi Viribus Unitis je heslem císaře Františka Josefa I. a znamená Spojenými silami.
Stejně jako sesterská plavidla SMS Tegetthoff a SMS Prinz Eugen stavěla Viribus Unitis loděnice Stabilimento Tecnico Triestino v Terstu. Spuštěna na vodu byla 24. června 1911 a dokončena 5. prosince 1912. 

## Konstrukce
Při výtlaku 20 000 tun měla délku 151 m. Její posádka činila 1 087 mužů. Hlavní výzbroj tvořilo 12 děl ráže 305 mm, které byly umístěny v třídělových věžích. Ty doplňovalo 12 kusů 150mm kanónů a 18 kanónů ráže 66 mm. Pod čarou ponoru byly umístěny čtyři pevné torpédomety. Jak později historie ukázala, byla při projektování na loď umístěna v podobě třídělových hlavních věží větší palebná síla, než bylo optimální, a to na úkor pancéřování. Především šlo o pancíř paluby a dále pak o odolnost při najetí na minu, nebo zásahu torpédem. Při střetnutí se srovnatelnou lodí protivníka byly totiž lodě díky mohutné výzbroji ostřelovány z větší vzdálenosti a proto také střely dopadaly horní skupinou úhlů. Tomu 2 x 48 mm pancíře paluby naprosto neodpovídalo. Projektanti si byli slabin vědomi a byla proto vyprojektována jednotka s názvem Ersatz Monarch, lépe pancéřovaná a větší než třída Viribus Unitis, u níž byly dvě třídělové věže nahrazeny dvoudělovými (ovšem s ráží 350,5 oproti 305 mm u Teggethoff / Viribus Unitis). Pro zvýšení stability šlo poněkud neobvykle o úpravu druhé a třetí věže. Ušetřená hmotnost, spolu s větším výtlakem, byla využita právě ve prospěch ochrany. Ke stavbě lodí dle tohoto projektu již nedošlo.

## Operační služba
Na jaře roku 1914, podnikly Viribus Unitis a Tegetthoff plavbu do východního Středomoří, během které zakotvily i na Maltě. Po spáchání atentátu na Františka Ferdinanda d'Este a jeho choť Žofii v Sarajevu převezla jachta Dalmat jejich ostatky z Metkoviće do ústí Neretvy, odkud je do Terstu přepravil Viribus Unitis.
Hned druhý den, kdy vstoupila Itálie do války, tedy 24. 5. 1915, se Viribus Unitis, společně se sesterskými Tegetthoff a Prinz Eugen účastnil ostřelování italského přístavu Ancona. Zde byly způsobeny vážné škody. Většinu války pak loď strávila pasivně, ukotvená v přístavu. V roce 1918 se podílela na nájezdu na blokádu Otrantské úžiny, jež byl zrušen po potopení dreadnoughtu Szent István torpédy z italských torpédových člunů.

## Osud
Dne 28. října 1918  se na lodi vzbouřili čeští a chorvatští námořníci. Kapitán lodi – korvétní kapitán Alexander Miloševič se zastřelil. Velitel rakousko-uherského loďstva  viceadmirál Miklós Horthy tuto vlajkovou loď loďstva opustil.
Koncem října 1918 se rakousko-uherská monarchie začala rozpadat. Ve snaze zabránit anarchii rozhodl císař Karel I. dne 30. října předat jadranské loďstvo i s pobřežními instalacemi jihoslovanské Národní radě (tj. Státu SHS). Námořníci jiných národností byli k 31. říjnu uvolněni, což využili především maďarští a němečtí námořníci a důstojníci. Na lodi tak zřejmě zůstala jen asi polovina běžného stavu mužstva.
Pozdě večer 31. října pronikli do přístavu v Pule potápěči italského námořnictva s řiditelným torpédem Mignatta a připevnili na bok lodi minu. Jugoslávští námořníci však Italy zajali a předvedli před kapitána, kterému Italové řekli, že na lodi je mina a brzy exploduje. Na palubě lodi vypukl zmatek a všichni námořníci se snažili dostat z lodě na pevninu. Italům se potom povedlo uniknout, ale byli znovu zajati. Nálož explodovala v 6:44 hodin ráno 1. listopadu. Po výbuchu se loď během 14 minut potopila i s novým velitelem jugoslávského loďstva, kontradmirálem Jankem Vukovićem a údajně 400 členy posádky. Vrak byl po válce italskými potápěči rozdělen na několik kusů, část z nich byla vyzdvižena.
Dva granáty do 305mm kanónů z Viribus Unitis jsou instalovány u vstupu do majáku Vittoria (Faro della Vittoria) v Terstu.